# Patricio Albacete
Patricio Albacete (ur. 9 lutego 1981 w Buenos Aires) – argentyński zawodnik rugby union, wielokrotny reprezentant kraju. Występuje na pozycji wspieracza młyna. Od 2006 roku jest zawodnikiem francuskiego klubu Stade Toulousain.

## Kariera klubowa
Do 2003 roku Albacete był zawodnikiem argentyńskiego Club Manuel Belgrano. Następnie przeniósł się do Francji – w sezonie 2003/2004 grał w klubie Colomiers Rugby, a w sezonach 2004/2005 i 2005/2006 – w Pau. W 2006 roku dołączył do Stade Toulousain. Z klubem tym w latach 2008, 2011 i 2012 zdobył tytuł mistrza Francji, a w 2010 roku Puchar Heinekena. W sezonie 2010/2011 był jednym z kapitanów drużyny.
| Turniej          | Lata      | Liczba meczów | Liczba punktów | Liczba przyłożeń |
| ---------------- | --------- | ------------- | -------------- | ---------------- |
| Puchar Heinekena | 2003–2014 | 53            | 15             | 3                |

Dane w tabeli aktualne w dniu 2 kwietnia 2014 roku.

## Kariera reprezentacyjna
W drużynie narodowej Albacete zadebiutował 27 kwietnia 2003 roku w meczu przeciwko Paragwajowi (Argentyna wygrała 144:0). Brał udział w trzech turniejach finałowych Pucharu Świata w Rugby – w 2003, 2007 i 2011 roku (w 2007 roku Argentyna zajęła 3. miejsce).
| Turniej                | Lata      | Liczba meczów | Liczba punktów | Liczba przyłożeń |
| ---------------------- | --------- | ------------- | -------------- | ---------------- |
| Puchar Świata w Rugby  | 2003–2011 | 14            | 5              | 1                |
| The Rugby Championship | 2012–2013 | 9             | 0              | 0                |

Dane w tabeli aktualne w dniu 2 kwietnia 2014 roku.

## Osiągnięcia
- Brązowy medal w Pucharze Świata w Rugby: 2007
- Mistrzostwo Francji: 2008, 2011, 2012
- Puchar Heinekena: 2010